# BD+43 3654
BD+43° 3654 es una estrella en la constelación del Cisne.

## Características
Se trata de una supergigante azul de tipo espectral O4 alrededor de 70 veces más masiva que el Sol, tal vez alrededor de 850 000 veces más brillante (lo que la situaría entre las estrellas más luminosas conocidas), y muy joven, de menos de 2 millones de años de edad, situada a una distancia del sistema solar de 1,45 kiloparsecs (4700 años luz). Es notable por cómo su desplazamiento a gran velocidad a través del medio interestelar está produciendo una onda de choque ante ella.
Analizando la velocidad y el desplazamiento de ésta estrella a través del espacio se ha llegado a la conclusión de que nació en el centro de la masiva asociación estelar Cygnus OB2, implicando que es una estrella fugitiva que ha sido expulsada de allí.
Aunque inicialmente se ha sugerido que el mecanismo para dicho evento fue una explosión de supernova en un sistema binario, en la cual la segunda estrella al estallar expulsó a BD+43° 3654 de su lugar de nacimiento, otra hipótesis propuesta ha sido que, ya que ésta estrella es más joven que Cygnus OB2 y una explosión de supernova parece ser incapaz de darle la velocidad con la que se mueve, en realidad es una rezagada azul nacida en un encuentro entre dos estrellas dobles en el corazón de la asociación estelar hace 2 millones de años. En éste escenario dos estrellas de cada par colisionarían y se fusionarían en una mayor (BD+43° 3654) que sería eyectada de la asociación, mientras que las otras dos estrellas serían también eyectadas y acabarían por estallar como supernovas siendo el origen de dos púlsares (B2020+28 y B2021+51) que también están alejándose a gran velocidad de Cygnus OB2. Este escenario implicaría que buena parte de las estrellas más masivas y brillantes de Cygnus OB2 son rezagadas azules también.